# Hermann Sudermann
Hermann Sudermann, né le 30 septembre 1857 à Matzicken, dans l'arrondissement d'Heydekrug, en Prusse-Orientale et mort le 21 novembre 1928 à Berlin, est un écrivain et dramaturge allemand.

## Œuvres (sélection)

### Théâtre
- Die Ehre (srame), 1889 théâtre Lessing Berlin.
- Sodoms Ende (Künstlerdrama) 1890 Lessingtheater Berlin ; traduit en français par Émile Straus (La Fin de Sodome, 1892).
- Heimat (Schauspiel), 1893 Lessingtheater Berlin.
- Der Katzensteg [von Sudermann selbst dramatisierter Roman gleichen Titels]
- Die Schmetterlingsschlacht (Comédie), Lessingtheater Berlin, Burgtheater Wien.
  - 9. Aufl., Stuttgart: Cotta, 1904. Digitalisierte Ausgabe der Bibliothèque universitaire et d'État de Düsseldorf
- Das Glück im Winkel (Schauspiel), Burgtheater Wien.
- Morituri (Drei Einakter: Teja, Fritzchen, Das ewig Männliche), 1896 Burgtheater Wien, Deutsches Theater Berlin.
- Johannes (tragédie), 1898 Deutsches Theater Berlin, Königliches Schauspielhaus Dresde.
- Die drei Reiherfedern (Dramatisches Gedicht), 1899 Königliches Schauspielhaus Dresden, Deutsches Theater Berlin, Königliches Hoftheater Stuttgart.
- Johannisfeuer (Schauspiel), 1900 Lessingtheater Berlin.
- Es lebe das Leben (drame), 1902 Deutsches Theater Berlin.
- Der Sturmgeselle Sokrates (Comédie), 1903 Lessingtheater Berlin.
- Stein unter Steinen (Schauspiel), 1905 Lessingtheater Berlin.
- Das Blumenboot (Schauspiel), 1906 Lessingtheater Berlin, Schauspielhaus Düsseldorf.
- Rosen (quatre pièces en un acte : Die Lichtbänder, Margot, Der letzte Besuch et Ferne Prinzessin), 1907 Burgtheater Wien, 1907 Königliches Hoftheater Stuttgart.
- Strandkinder (Schauspiel), 1909 Königliches Schauspielhaus Berlin.

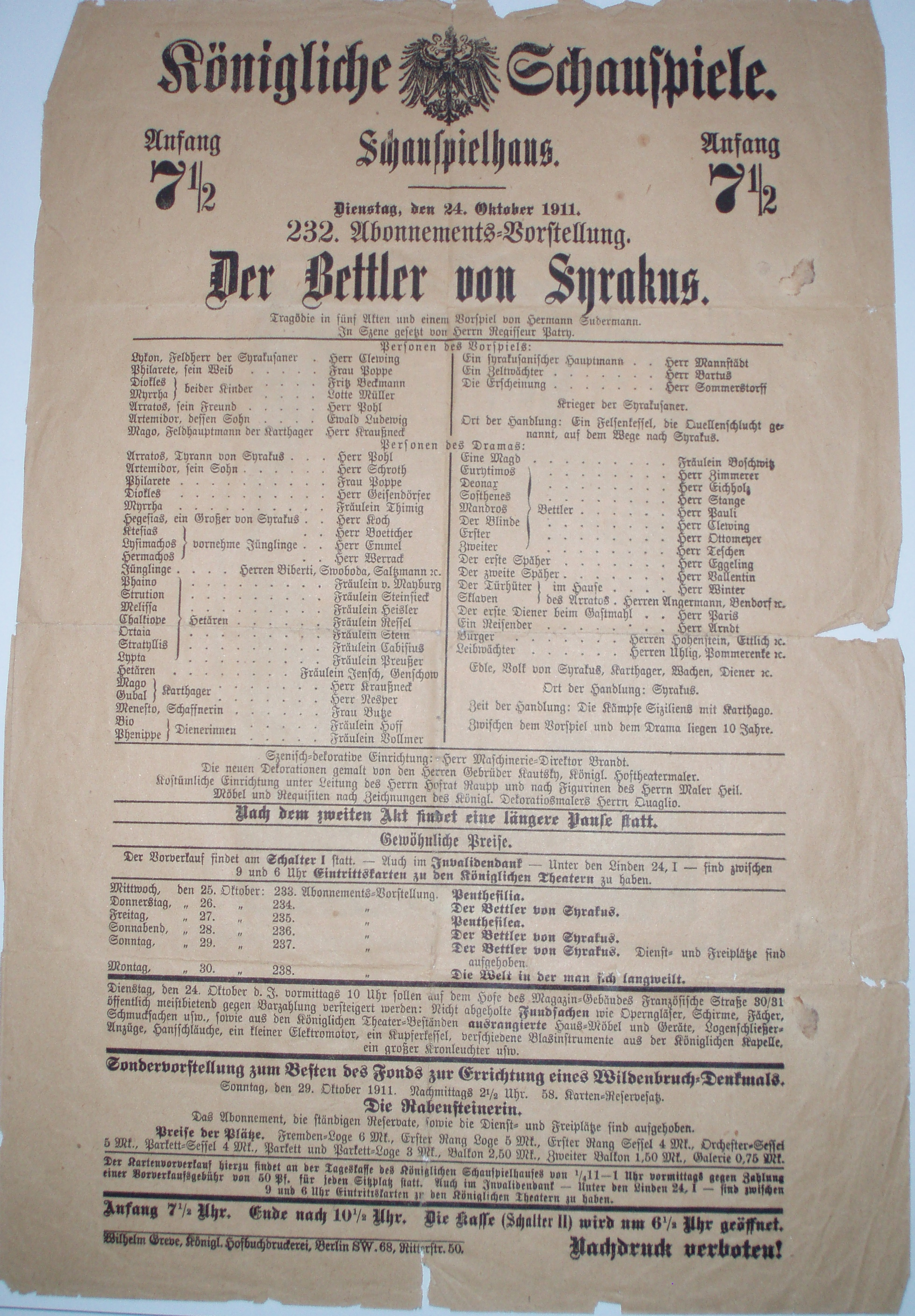
Le Mendiant de Syracuse 1911

- Der Bettler von Syrakus (tragédie), 1911 Königliches Schauspielhaus Berlin.
- Der gute Ruf (Schauspiel), 1913 Deutsches Schauspielhaus Berlin, Schauspielhaus München.
- Die Lobgesänge des Claudian (drame), 1914 Deutsches Schauspielhaus Hamburg.
- Die entgötterte Welt (Dramenreihe : Die Freundin, Die gutgeschnittene Ecke et Das höhere Leben), 1915.
- Die Raschhoffs (Drama), 1919 Nouvelle salle de spectacle de Königsberg (de)
- Das deutsche Schicksal (Vaterländische Dramenreihe: Heilige Zeit, Opfer et Notruf), 1920.
- Wie die Träumenden (Schauspiel). 1922 Neues Schauspielhaus (Königsberg).
- Der Hasenfellhändler (Schauspiel), 1927.

### Récits, nouvelles, romans
- Der Günstling der Präsidentin [paru en feuilleton dans le Schroers Familienblatt], avant 1887
- Geschwister: Zwei Novellen (deux courts romans), 1888 :
  - Die Geschichte der stillen Mühle Publié en français sous le titre Le Moulin silencieux, traduit par Maurice Rémon et G. Devaussanvin, Paris, C. Lévy, 1896 (BNF 31418437)
  - Der Wunsch Publié en français sous le titre Le Souhait, traduit par Maurice Rémon et G. Devaussanvin, Paris, C. Lévy, 1896 (BNF 31418438)
- Im Zwielicht. Zwölf zwanglose Geschichten, 1887 [Neudr. 1972 u.d.T. Das römische Bad Langen-Müller]
- Frau Sorge (roman), 1887 Publié en français sous le titre La Femme en gris, traduit par Édouard Rod, Paris, Perrin, 1895 (BNF 31418434)
- Der Katzensteg, 1889 Publié en français sous le titre Le Chemin-des-Chats, traduit par Mmes Valentin et Charles Laurent, Paris, P. Ollendorff, coll. « Les Grands romans étrangers », 1900 (BNF 31418452)
- Katzensteg (roman), 1890
- Jolanthes Hochzeit (nouvelles), 1892 Publié en français sous le titre Les Noces d'Yolanthe, traduit par Noémie Valentin et Maurice Rémon, Paris, P. Ollendorff, coll. « Les Grands romans étrangers », 1900 (BNF 31418452)
- Es war (roman), 1894 Publié en français sous le titre L'Indestructible Passé, traduit par Maurice Rémon et G. Devaussanvin, Paris, C. Lévy, 1900 (BNF 31418449)
- Das Hohe Lied (roman), 1908
- Die indische Lilie (sept récits), 1911
- Litauische Geschichten (quatre nouvelles : Die Reise nach Tilsit, Miks Bumbullis, Jons und Erdme, Die Magd), 1917
- Wo der Strom stiller wird [Abbruch nach dem ersten Kapitel - Folgeband von Das Bilderbuch meiner Jugend], 1922
- Der tolle Professor (roman), 1926
- Die Frau des Steffen Tromholt (roman), 1927
- Purzelchen (roman), 1928

### Autres publications
- Verrohung in der Theaterkritik. Zeitgemäße Betrachtungen. 1902
- Bilderbuch meiner Jugend 1922[2]
- als Hg. Im Paradies der Heimat. Geschichten aus der Ostmark. Paul Franke, Berlin 1928 u. ö[3].

## Adaptations

### Au cinéma
- 1915 : Der Katzensteg, film muet allemand réalisé par Max Mack, adaptation du roman Le Chemin-des-Chats (Der Katzensteg)
- 1918 :  The Song of Songs , film muet américain réalisé par Joseph Kaufman, adaptation de Das Hohe Lied
- 1924 :  Lily of the Dust, film muet américain réalisé de Dimitri Buchowetzki, adaptation de Das Hohe Lied
- 1926 : La Bonne Réputation (Der gute Ruf), film muet allemand réalisé par Pierre Marodon, d'après le roman éponyme
- 1926 : La Chair et le Diable, film muet américain réalisé par Clarence Brown, adaptation du roman L'Indestructible Passé (Es War)
- 1927 : Der Katzensteg, film muet allemand réalisé par Gerhard Lamprecht, adaptation du roman Le Chemin-des-Chats (Der Katzensteg)
- 1927 : L'aurore, (Sunrise), film américain réalisé par Friedrich Wilhelm Murnau, adaptation la nouvelle Die Reise nach Tilsit
- 1928 : Frau Sorge, film muet allemand réalisé par Robert Land, adaptation de La Femme en gris (Frau Sorge)
- 1933 :  Le Cantique des cantiques (The Song of Songs), film américain réalisé par Rouben Mamoulian, adaptation de Das Hohe Lied
- 1937 : Der Katzensteg, film allemand réalisé par Fritz Peter Buch (en), adaptation du roman Le Chemin-des-Chats (Der Katzensteg)
- 1938 : Magda, film allemand réalisé par Carl Froelich, adaptation de la pièce éponyme
- 1939 : Le Voyage à Tilsit (en) (Die Reise nach Tilsit), film allemand réalisé par Veit Harlan, adaptation de la nouvelle Die Reise nach Tilsit incluse dans le recueil Litauische Geschichten (1917)
- 1939 : Johannisfeuer, film allemand réalisé par Arthur Maria Rabenalt, adaptation de la pièce éponyme
- 1942 : Hochzeit auf Bärenhof (de), film allemand réalisé par Carl Froelich, adaptation de Les Noces d'Yolanthe (Jolanthes Hochzeit)
- 1944 : El Camino de los gatos, film mexicain réalisé par Chano Urueta, adaptation du roman Le Chemin-des-Chats (Der Katzensteg)
- 1954 : … und ewig bleibt die Liebe, film allemand réalisé par Wolfgang Liebeneiner, adaptation de Johannisfeuer
- 1959 : Jons und Erdme, film allemand réalisé par Victor Vicas, adaptation de Die Reise nach Tilsit

### À la télévision
- 1969 : Die Reise nach Tilsit, téléfilm allemand réalisé par Günter Gräwert, avec Ruth Maria Kubitschek dans un des rôles principaux
- 1975 : Der Katzensteg, téléfilm allemand réalisé par Peter Meincke, avec Hanna Schygulla dans un des rôles principaux

## Thèses et mémoires sur le thèmeH. Sudermann et son œuvre
1. (de) H. Jörgensen: Ibsens Einfluß auf H. Sudermann. Diss. Lausanne 1904
2. (de) Elis Herdin: Studien über Bericht und indirekte Rede im modernen Deutsch; Auswertung zeitgenössischer Werke v. Hauptmann, Holz, Schnitzler, Sudermann, Ebers, Fontane, Ganghofer, Keller. Diss. Uppsala 1905
3. (en) Harry Sharp Cannon: Sudermanns Treatment of Verse. Diss. Baltimore 1922
4. (de) Gora Iwanowa: Roman- und Novellentechnik bei Sudermann. Diss. München 1925
5. (de) Hubert Walter: Sudermann und die Franzosen. Ein Beitrag zum Verständnis seiner Art und Kunst. Diss. Münster 1930
6. (de) Otto Martinetz: Hermann Sudermann als Erzähler. Diss. Wien 1935
7. (de) Gerhard Bock: Sudermanns episches Schaffen im Spiegel der Kritik. Diss. Jena 1935
8. (de) Elisabeth Wellner: Gerhart Hauptmann und Hermann Sudermann im Konkurrenzkampf. Diss. Wien 1949
9. (en) R. H. Mathers: Sudermann and the Critics. Diss. Süd-Kalifornien 1951
10. (de) M. L. Correns: Bühnenwerk und Publikum - 4 erfolgreiche Dramen um die letzte Jahrhundertwende. (u. a. „Heimat“ V: Hermann Sudermann); Diss. Jena 1956
11. (de) Edith Lind: Die Szenenbemerkung bei H. Sudermann. Diss. Wien 1961
12. (en) Anatole Matulis: Lithuanian culture in the prose works of H. Sudermann, Ernst Wichert und Agnes Miegel. Diss. Michigan 1963
13. (en) J. T. Grain: Sudermann in English. Diss. Assen 1963
14. (de) Nohl Ingrid: Das dramatische Werk Hermann Sudermanns. Versuch einer Darstellung seiner Gesellschaftskritik auf dem Theater im 19. und 20. Jahrhundert und im Film. Diss. Köln 1973
15. (de) Günter Walter Richter: Die Gesellschaftskritik im Prosawerk v. Hermann Sudermann. Diss. Illinois 1975
16. (de) Jean Paul Mathieu Nannes: Hermann Sudermann, eine Untersuchung seines theatralischen Erfolges. Diss. Utrecht 1976
17. (de) Jean Paul Mathieu Nannes: Die Aufnahme der dramatischen Werke Hermann Sudermanns. Habil. Utrecht 1979
18. (en) C. E. Stroinigg: A reinterpretation of Sudermanns „Frau Sorge“. Diss. Cincinnati 1984
19. (en) B. J. Wrasidlo: The Politics of German Naturalism: Holz, Sudermann, Hauptmann. Diss. San Diego 1986
20. (de) Brigitte Stuhlmacher: Studien und Interpretation zu Dramen von Holz und Schlaf, Halbe, Sudermann, Hauptmann und Brecht. Diss. Berlin 1987

## Théâtre (publications en français)
- 1901 : L'Honneur de Hermann Sudermann, mise en scène André Antoine, théâtre Antoine
- 1908 : Parmi les pierres de Hermann Sudermann, théâtre de l'Odéon